# Celeste (Computerspiel)
Celeste ist ein 2D-Jump-’n’-Run der kanadischen Spieleentwickler Maddy Thorson und Noel Berry. Es wurde am 25. Januar 2018 für Linux, macOS, Windows 10, Xbox One, PlayStation 4 und Nintendo Switch veröffentlicht. Am 28. Juli 2020 erschien eine Version des Spiels für Google Stadia.

## Spielprinzip

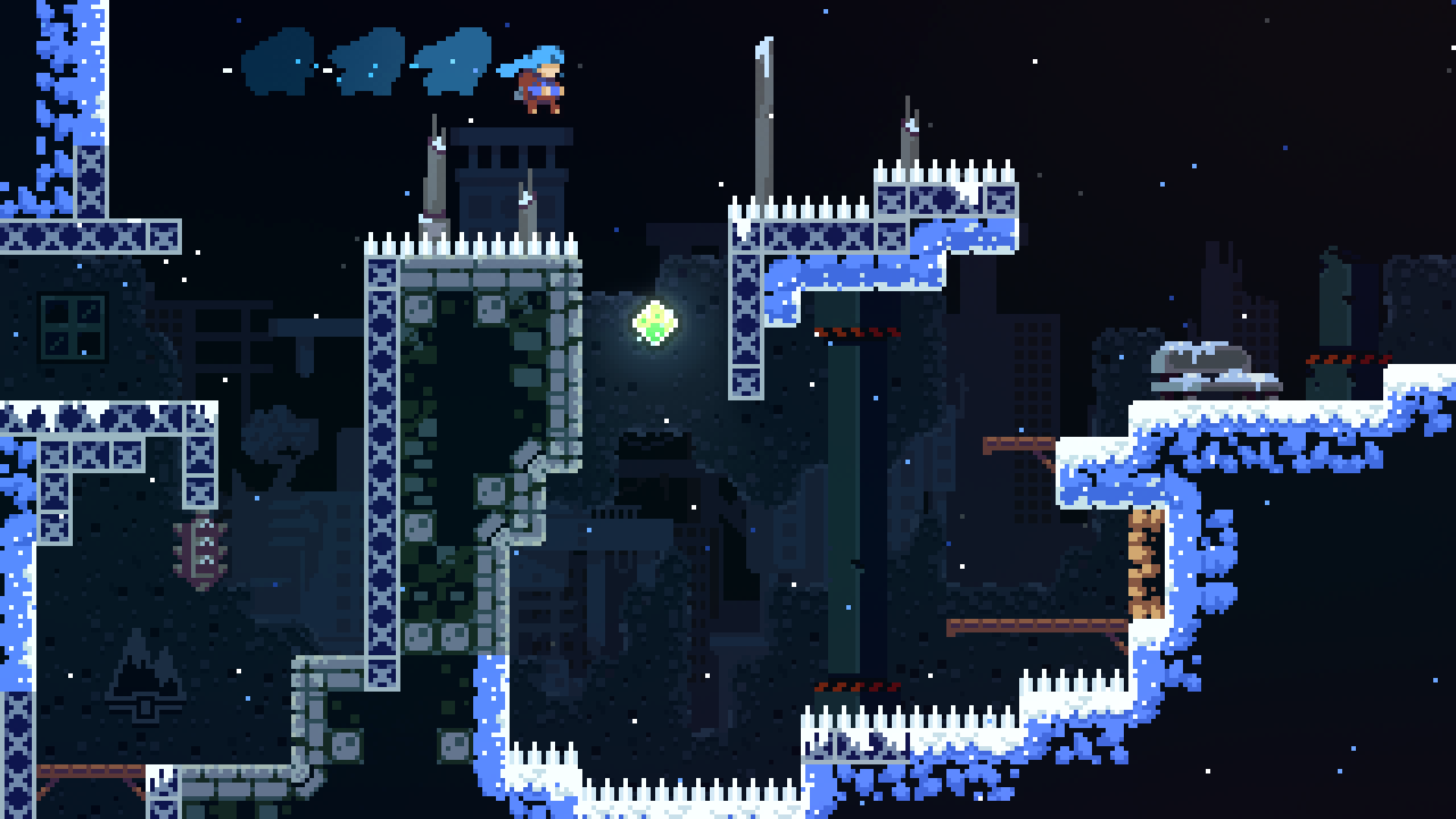
Madeline vollführt einen Sprint in der Luft auf einen grünen Kristall zu, der ihre Sprintfähigkeit regeneriert.

In Celeste spielt der Spieler eine junge Frau namens Madeline, die sich zur Aufgabe gesetzt hat, einen Berg zu besteigen. Der Spieler muss dabei verschiedenen tödlichen Objekten ausweichen. Um das zu tun, kann Madeline springen, einen Sprint ausführen, der sie horizontal, vertikal oder diagonal wegschleudert, sich an Wänden festhalten und an diesen hinaufklettern. Nach einem Sprint muss Madeline am Boden aufkommen, um einen weiteren Sprint auszuführen. Einige dieser Grundbewegungen können kombiniert werden, um Hindernisse auf alternative Weise zu umgehen oder sich schneller fortzubewegen, was insbesondere für Speedruns hilfreich ist. Diese Spezialbewegungen werden dem Spieler jedoch erst spät im Spiel beigebracht. Jedes der neun „Kapitel“ in Celeste beinhaltet neue Gegenstände und Eigenschaften, die teilweise in keinem anderen Bergabschnitt vorkommen, zum Beispiel fahrende Plattformen oder Wind.
Nach dem Prolog, der die Grundbewegungen erklärt, ist lediglich die A-Seite von Kapitel 1 spielbar. Die anderen Kapitel können durch Absolvieren des vorigen Kapitels freigeschaltet werden. Zu fast jedem Kapitel gibt es außerdem eine schwierigere B-Seite mit veränderter Hintergrundmusik, die durch das Einsammeln einer Kassette im jeweiligen Kapitel freigeschaltet werden kann. Wer alle B-Seiten geschafft hat, schaltet die C-Seiten frei. Diese sind deutlich kürzer als die anderen Seiten, erfordern aber hohe Präzision.
In den A-Seiten sind außerdem Erdbeeren an schwer erreichbaren oder versteckten Orten platziert, zum Voranschreiten haben sie jedoch keinen Nutzen. In den ersten acht Kapiteln können Kristallherzen gesammelt werden, die Barrieren in den einzelnen Seiten von Kapitel 8 öffnen. In den A-Seiten sind die Kristallherzen gut versteckt und erfordern oft das Lösen eines kleinen Rätsels, um sie zu erhalten. In den B- und C-Seiten erhält man sie als Belohnung zum Abschluss der Seite.
Celeste ist ein schwieriges Spiel. Spieler können einen Hilfemodus aktivieren, in welchem die Geschwindigkeit des Spiels gesenkt werden kann und Beschränkungen (Kletterausdauer, Anzahl der Sprints) aufgehoben werden können. Auf diese Weise können Spieler mit körperlichen Einschränkungen die Schwierigkeit nach ihren Bedürfnissen anpassen oder für besonders schwierige Abschnitte üben. Mit dem Absolvieren aller C-Seiten wird ein Variantenmodus freigeschaltet, mit welchem das Spiel schneller, schwieriger oder interessanter gemacht werden kann.
Am 9. September 2019 wurde für das Spiel ein kostenloses DLC veröffentlicht. Das DLC erweitert das Spiel um ein neuntes Kapitel mit dem Namen „Abschied“. Das Kapitel besteht aus mehr als 100 neuen Levels, in denen neue Spielmechaniken und Items eingeführt werden. Zum Freischalten des neunten Kapitels muss der Spieler Kapitel 8 abschließen.

## Handlung
Im Prolog des Spiels wird die Protagonistin Madeline vorgestellt, welche den Berg Celeste Mountain besteigen will. Dabei ignoriert sie die Warnung einer alten Frau, die am Fuß des Berges lebt. Madeline klettert durch eine verlassene Stadt und trifft auf den Reisenden Theo. In der Nacht träumt sie dann davon, dass eine dunkle Reflexion aus einem Spiegel ausbricht. Es stellt sich heraus, dass diese Reflexion die Verkörperung ihrer Ängste und Probleme ist. Als diese versucht, Madeline am Besteigen des Berges zu hindern, flüchtet Madeline.
Sie reist weiter und findet ein altes Hotel, in welchem ein geisterhafter Portier sie dazu überreden möchte, eine Nacht zu bleiben. Das Hotel ist allerdings in einem sehr unordentlichen Zustand. Sie versucht ihn zu beschwichtigen, indem sie Teile des Hotels aufräumt, da der geisterhafte Portier namens Herr Oshiro, immer aufdringlicher wird. Daraufhin taucht die Reflexion von Madeline auf, welche ihr eine Flucht ermöglicht, aber auch Herrn Oshiro dabei beleidigt und ihn erzürnt. Er jagt Madeline hinaus und sie setzt ihre Bergbesteigung fort.

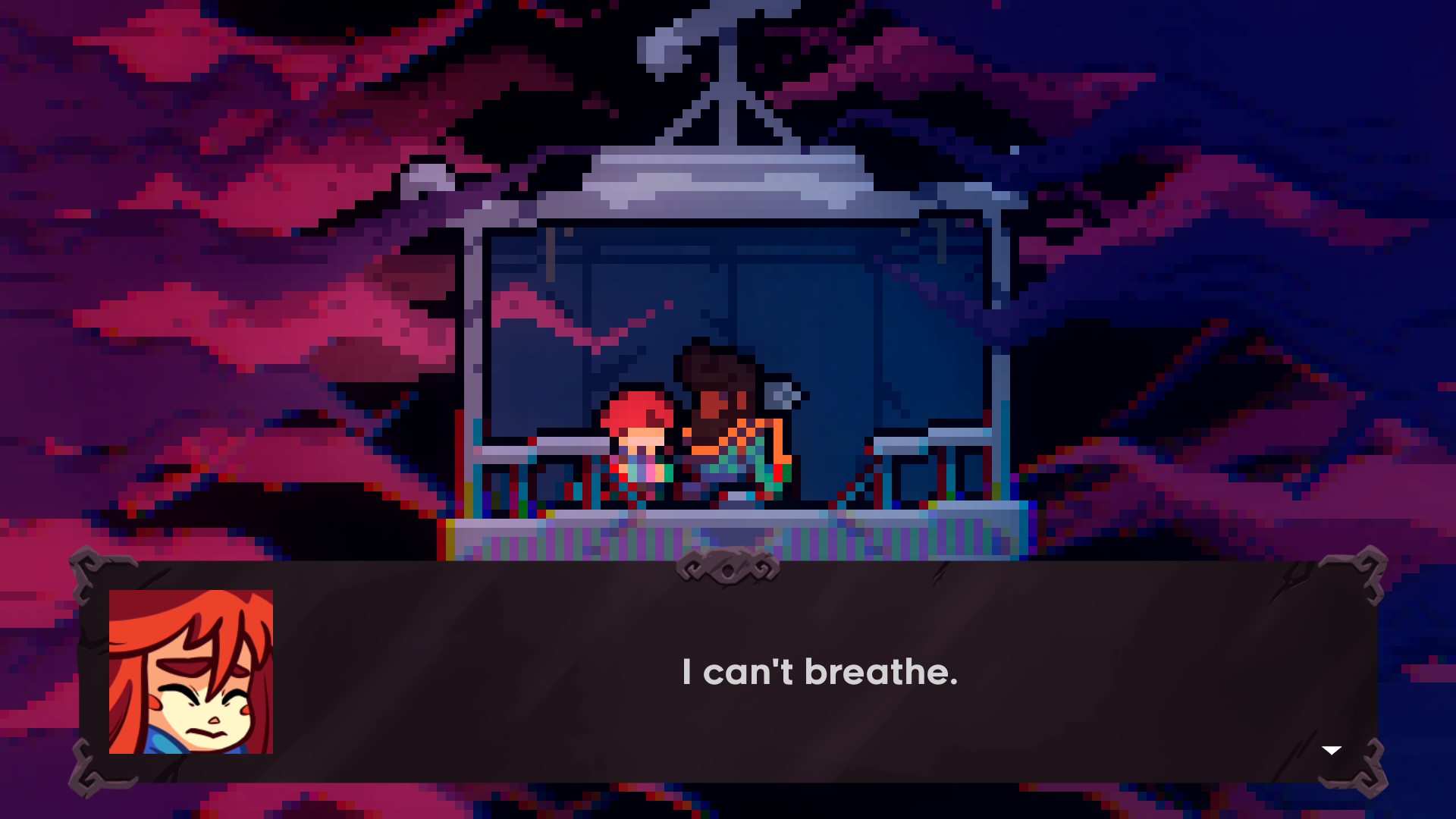
Theo tröstet Madeline in der Gondel. Madeline: „Ich kann nicht atmen.“

Madeline trifft im weiteren Verlauf auf Theo bei einer Gondel. Auf der Gondel taucht die Reflexion wieder auf und hält die Gondel mitten auf der Strecke an, was in Madeline eine Panikattacke auslöst. Theo beruhigt sie und beide fahren weiter. Kurz danach erreichen sie einen antiken Tempel.
Im Tempel verlaufen beide sich und werden in einem Spiegel gefangen. Theo wird in einem magischen Kristall eingesperrt und Monster, welche aus Madelines Unsicherheiten entstehen, jagen sie. Letztendlich findet sie Theo und befreit ihn vom Kristall.
Nachdem sie aus dem Tempel entkommen sind, schlagen sie ein Lager auf. Madeline erzählt Theo von ihren psychischen Problemen, bevor sie sich ausruhen. In der Nacht versucht sie, ihre Reflexion zu erreichen, um ihr zu sagen, dass sie sie hinter sich lassen will. Die Reflexion ist wütend darüber und Madeline fällt herunter zum Fuß des Berges. In einer Höhle gefangen, trifft sie auf die alte Frau vom Anfang des Spiels. Diese schlägt vor, dass sie lieber mit der Reflexion reden sollte, anstatt sie zu verlassen, da diese vielleicht verängstigt sei.
Madeline sucht nach ihrer Reflexion und entschuldigt sich dafür, sie abgestoßen zu haben, und schlägt ihr vor, zusammen den Berg zu erklimmen. Die Reflexion versucht erst, Madeline zu bekämpfen, beruhigt sich dann aber und vergibt ihr. Die Reflexion und Madeline fusionieren und erklimmen zusammen den Berg und erreichen die Spitze.
Ein Jahr später ruft die alte Frau Madeline an und lädt sie ein, eine neu entdeckte Höhle zu erkunden, die zum Kern des Berges führt.
Im letzten Kapitel ist die alte Frau verstorben. Madeline konnte aufgrund eines mentalen Zusammenbruchs, verursacht durch die Nachricht, jedoch nicht an ihrer Beerdigung teilnehmen. Zurück auf dem Berg folgt sie einem Vogel, dem sie auf ihrer früheren Reise begegnet war. Sie ist fest davon überzeugt, dass er ein Teil der alten Frau ist, so wie die Reflexion ein Teil von ihr ist. Sie hofft, dass sie mithilfe des Vogels die alte Frau zurückbringen kann.
Ihre Reflexion rät ihr davon ab und verlässt Madeline auf dem Mond. Madeline gesteht schließlich ihr Leugnen und ihre Schuld ein und akzeptiert, dass die gesamte Rückholaktion nur ein Traum ist. Sie beschließt jedoch, den Vogel aus dem Traum zu befreien, bevor sie aufwacht und ihr Leben weiterführt.
Am Ende ihres Traums trifft Madeline schließlich auf eine Traumversion der alten Frau und findet sich endlich mit ihrem Tod ab. Madeline wacht in der realen Welt auf und spricht mit Theo, der wiederholt versucht hatte, mit ihr Kontakt aufzunehmen. Theo tröstet sie und schickt ihr ein altes Foto von seinem Großvater und einer jüngeren Version der alten Frau zusammen vor dem Berg. Die beiden hatten also, genau wie er und Madeline, zuvor gemeinsam den Berg bestiegen.

### Trans*-Themen
Durch die Handlung und Ästhetik von Celeste ziehen sich subtextuell trans*-Themen, die unter anderem vermuten lassen, dass die Protagonistin Madeline transgeschlechtlich sei. Im DLC „Farewell“ (2020) wird in Madelines Zimmer eine Trans-Flagge sowie eine Regenbogenflagge dargestellt. Madelines Entwicklerin Maddy Thorson outete sich zwischen der Veröffentlichung des Basisspiels und Farewell zudem als nichtbinär. Diese Umstände hatten diese Vermutungen unterstützt, allerdings gab es zunächst keine eindeutigen Angaben im Spiel bzw. vonseiten der Entwickler dazu. Am 5. November schließlich bestätigte Thorson in einem Blogpost die Vermutungen: Madeline sei tatsächlich trans. Thorson meinte, die Entwicklung des Spiels, an dem auch die Transfrau Lena Raine beteiligt war, habe Thorson selbst bei der Identitätsfindung geholfen, und betonte, dass die Thematik allerdings über Trans-Sein hinausgehe. Das Spiel wird inzwischen als wichtigstes Spiel mit Trans-Inhalten überhaupt betitelt.

## Rezeption
Der Kritiker Tim Schürmann schreibt im Linux-Magazin, Celeste sei ein Jump ’n’ Run wie für das Genre typisch. Es hebe sich durch die detaillierte und liebevoll gestaltete Pixelgrafik hervor. Der Entwickler offenbarte wenige neue Ideen, jedoch seien die Level abwechslungsreich gestaltet. Der Schwierigkeitsgrad steige schnell an und die Tastensteuerung könne für Anfänger eine Herausforderung darstellen.

### Verkaufszahlen
Bis Ende des Erscheinungsjahres 2018 wurden mehr als 500.000 Exemplare des Spiels verkauft. Im März 2020 wurde bekanntgegeben, dass das Studio bereits eine Million Spiele verkaufen konnte.